# Discagem direta a ramal
Discagem direta a ramal (também conhecido pela sigla DDR) é um sistema que consiste na discagem automática (sem intervenção da operadora/telefonista) a um ramal de um PABX, o que se tornou viável graças à automação dos sistemas de telefonia e à popularização das centrais privadas automáticas conectadas diretamente à RTP.

## Descrição
Utilizado em condomínios, uma linha de telefone atende, em média, a dez unidades. Cada usuário possui um número próprio, como um telefone convencional. Entretanto, apenas uma pessoa pode usar o telefone de cada vez. Neste exemplo, caso dez pessoas estejam utilizando o sistema, para uma nova pessoa fazer uma chamada, ele deve esperar uma outra desligar o telefone. No entanto, o sistema permite refazer a chamada automaticamente, assim que a linha for desocupada.